# インコアナナス

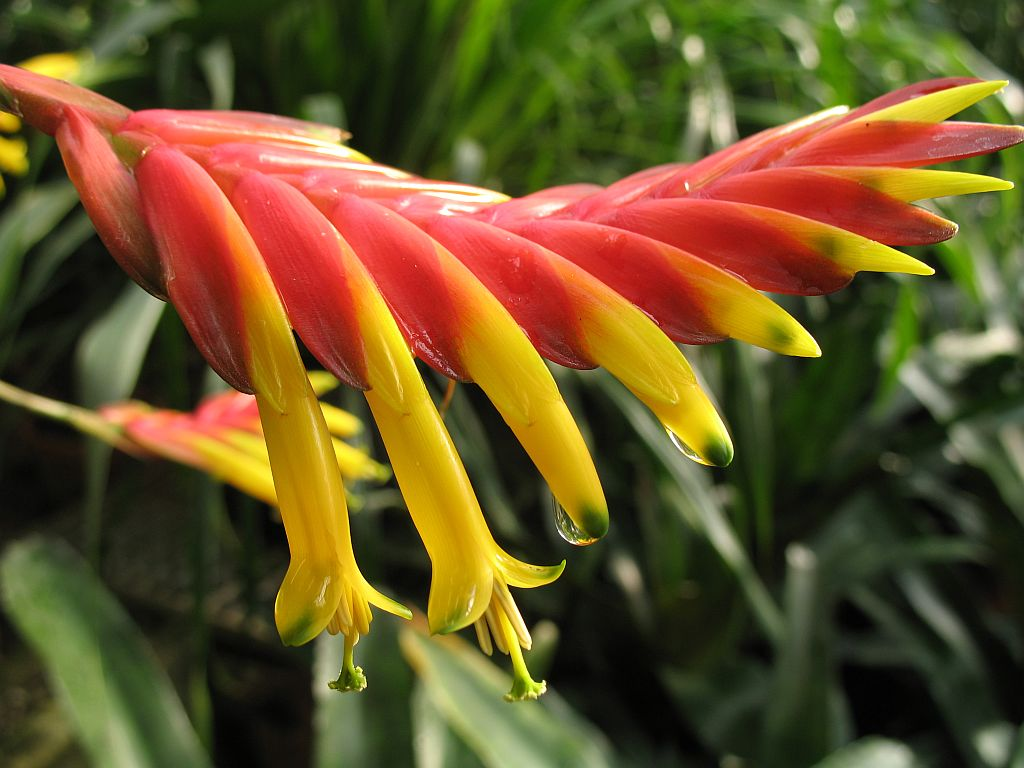
花

インコアナナス (Vriesea carinata) は、パイナップル科の植物の一つ。花を抱く苞の先端がインコの嘴のように尖る。観賞用に栽培される。

## 特徴
高さは40cmほどになる。葉は細長く、先端は尖るか丸く、いずれにしても先端は短い突起で終わる。葉質は柔らかい。白い粉を吹いたような鱗片毛がある。葉の基部の鞘は赤みを帯びた淡緑色。とても短く直立する走出茎で栄養繁殖する。
花は冬につける。花茎は細くて直立または斜め上に伸び、分枝はない。先端部に花を抱える苞が集中し、それらは二列生で花穂は扁平になる。苞の基部は鮮やかな赤、先端付近から半ばまで緑っぽい黄色で、先端は尖り、上に向いて曲がる。萼片は長さ3cm、基部は赤くて先端は黄色。花弁は長さ3.5-6cmで細長くて黄色く、先端だけが緑色。朔果は萼片より長くならない。

## 分布と生育環境
ブラジルの東部から南部にかけて分布し、海岸沿いの湿潤な森林で低いところに着生するか、または森林内の地上に出る。

## 利用
観賞用に栽培される。観賞用のアナナス類の中でもよく知られたもので、広く普及している。改良品種や近縁別種との交配品もある。